# Beilschmiedia troupinii
Beilschmiedia troupinii är en lagerväxtart som beskrevs av Rudolf Wilczek. Beilschmiedia troupinii ingår i släktet Beilschmiedia och familjen lagerväxter. Inga underarter finns listade i Catalogue of Life.